# (246913) Slocum
(246913) Slocum  es un asteroide perteneciente al cinturón de asteroides, descubierto el 23 de septiembre de 1998 por Christopher Aikman desde el Observatorio Astrofísico Dominion, en Canadá.

## Designación y nombre
Slocum se designó inicialmente como 1998 SU63.
Más adelante fue nombrado en honor al escritor y navegante canadiense  Joshua Slocum (1844-1909?).

## Características orbitales
Slocum orbita a una distancia media del Sol de 2,5418 ua, pudiendo acercarse hasta 1,9848 ua y alejarse hasta 3,0988 ua. Tiene una excentricidad de 0,2191 y una inclinación orbital de 12,1449° grados. Emplea en completar una órbita alrededor del Sol 1480 días.

## Características físicas
Su magnitud absoluta es 16,5.